# Szécsisziget
Szécsisziget là một thị trấn thuộc hạt Zala, Hungary. Thị trấn này có diện tích 6,2 km², dân số năm 2010 là 226 người, mật độ 36 người/km².